# Life Festival Oświęcim

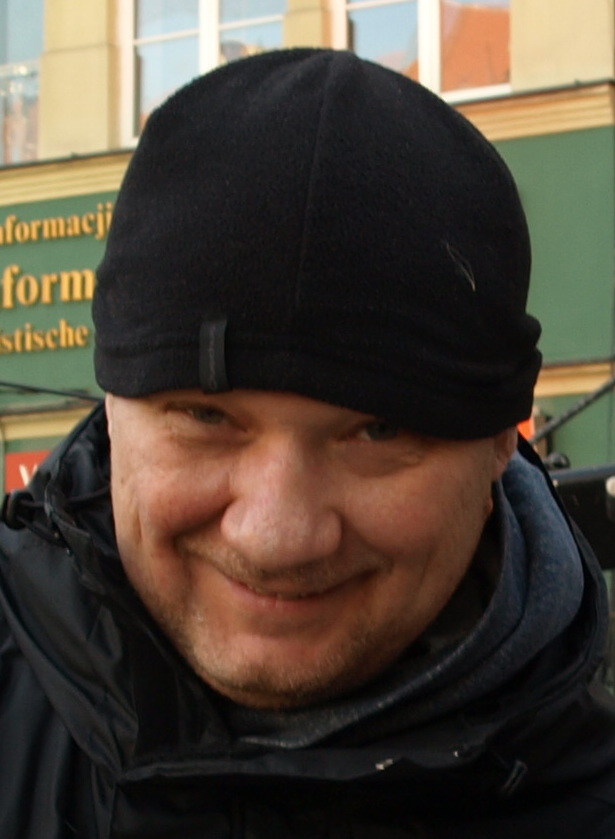
Darek Maciborek, pomysłodawca festiwalu

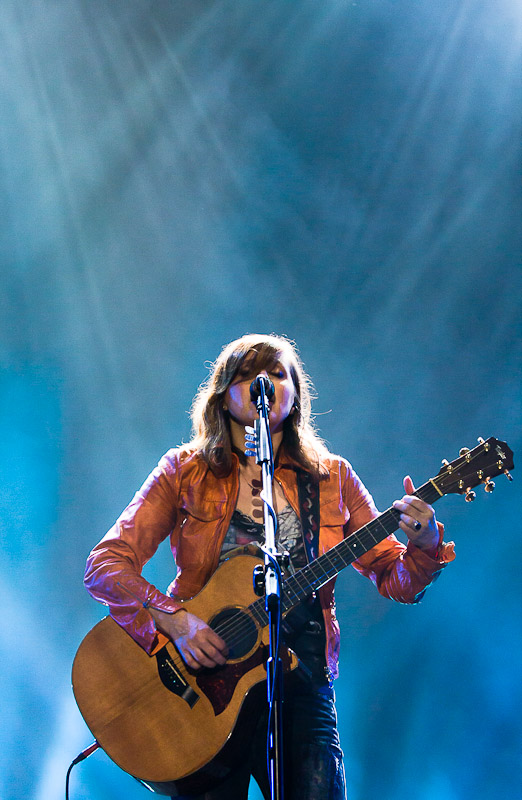
Edyta Bartosiewicz, jedna z gwiazd edycji z 2014

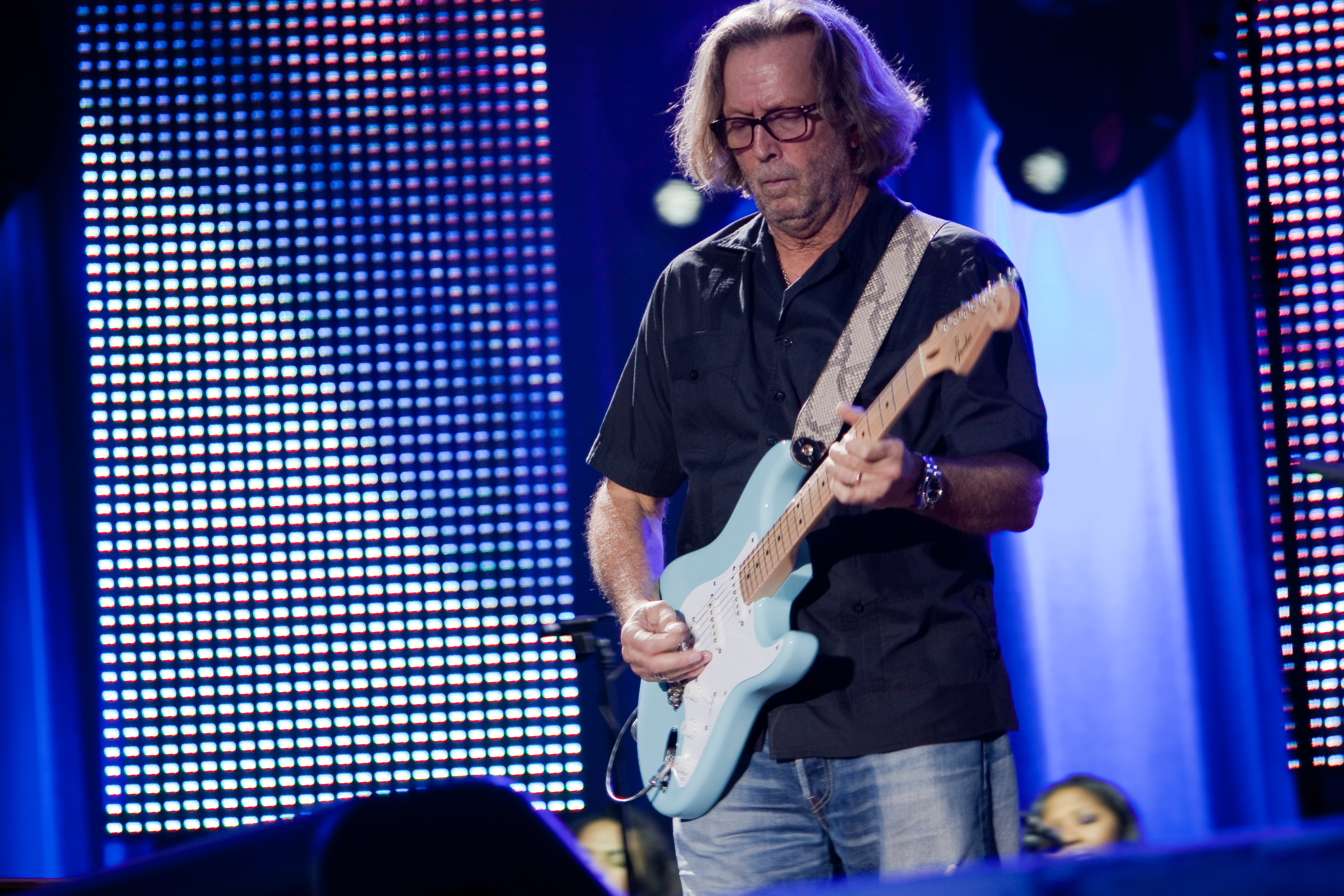
Eric Clapton, jedna z gwiazd edycji z 2014

Life Festival Oświęcim – festiwal muzyki rozrywkowej odbywający się od 2010 do 2018 roku w Oświęcimiu. Ta coroczna impreza była organizowana pod koniec czerwca. Centralnym wydarzeniem były koncerty światowych gwiazd odbywające się na stadionie MOSiR.

## Idea festiwalu
Pomysłodawcą i dyrektorem artystycznym przedsięwzięcia był urodzony w Krakowie mieszkaniec Oświęcimia, a zarazem dziennikarz muzyczny radia RMF FM Darek Maciborek. Postanowił tym pobudzić miasto powiązane z głównym symbolem Holocaustu byłym obozem koncentracyjnym Auschwitz-Birkenau i zmianę jego postrzegania przez mieszkańców innych rejonów Polski i świata. 
Ważne elementy Life Festival Oświęcim to: pokojowe przesłanie, budowanie pokojowych relacji, walka z rasizmem i antysemityzmem. Te przesłania mają istotną moc bo wypływają z miasta kojarzonego powszechnie z największym nazistowskim obozem zagłady. I właśnie dlatego podczas festiwalu odbywają się dialogi ponad granicami kulturowymi i państwowymi.
Programy LFO obejmuje także pokazy filmów, dyskusje, warsztaty i wystawy zdjęć przygotowanych przez Amnesty International.
Od początku głównymi wydarzeniami były koncerty znanych muzyków z kraju i zagranicy. Uzupełnieniem były liczne wydarzenia z dziedziny kultury i sportu, jak widowiska teatralne i uliczne biegi.

## Historia festiwalu

### LFO 2010
W I edycji festiwalu wystąpili: Mosa Sisic, Hatikwa 6, Kasia Kowalska, Nomada, Trebunie-Tutki, Twinkle Brothers, Voo Voo, UkraInni, Varius Manx i Ray Wilson.

### LFO 2011
W II edycji festiwalu na scenie pojawili się: Krzywa Alternatywa, Kana, Dunkelbunt, Blue Café, RotFront, T.Love, James Blunt i Matisyahu.

### LFO 2012
W III edycji festiwalu wzięli udział: Shachar Gilad, Sara Lugo, Maroon Town, Dżem, Teddy Jr., Antwerp Gipsy–Ska Orkestra, Kroke, Anna Maria Jopek i Peter Gabriel.

### LFO 2013
Od 2013 roku program LFO wzbogacił się o dwa ważne wydarzenia: bieg uliczny „Tolerancja na sportowo”, z udziałem Roberta Korzeniowskiego oraz hip-hopowe święto „Street Life” wzbogacone koncertem zespołu O.S.T.R..
W IV edycji festiwalu uczestniczyli: Poparzeni Kawą Trzy, Jamaram, Red Hot Chilli Pipers, Perfect, Future Folk, Kozak System, Monika Brodka, Ray Wilson, Stiltskin i Sting.

### LFO 2014
LFO 2014 odbył się w dniach 25–28 czerwca. Wśród gwiazd, jakie wystąpiły podczas dotychczasowej edycji festiwalu byli: Kaliber 44, Jamal, Skubas, Kacezet i Mama Selita (26 czerwca). 27 czerwca na scenie pojawili się: Luxtorpeda, Balkan Beat Box i Soundgarden. Ostatniego dnia festiwalu (28 czerwca) wystąpili: Ice 9, Abby, Edyta Bartosiewicz i Eric Clapton.

### LFO 2015
LFO 2015 odbywał się 16–20 czerwca 2015 roku.Podczas tej edycji partnerem po raz pierwszy było Stowarzyszenie „NIGDY WIĘCEJ” prowadzące kampanię społeczną „Muzyka Przeciwko Rasizmowi”, której przekaz współbrzmiał i wzbogacał ideę festiwalu.

### LFO 2016
LFO 2016 odbył się w dniach 16–19 czerwca 2016 roku. Głównymi atrakcjami festiwalu byli zagraniczni artyści – zespół Queen oraz Elton John, zaś z polski Dawid Podsiadło czy Perfect.

### LFO 2017
LFO 2017 odbył się w dniach 22-24 czerwca 2017 roku, po raz pierwszy pod nazwą Tauron Life Festival Oświęcim. Gwiazdami, które uświetniły imprezę swoimi występami 23 czerwca byli m.in.: Kandinsky, Lao Che, BeMy, Maleo Reggae Rockers, Mesajah i Shaggy. Na zakończenie festiwalu, w sobotę 24 czerwca, wystąpili: Leski, Bisquit, Julia Pietrucha, LP, Kasia Kowalska i Scorpions.

### LFO 2018
W ostatniej jak do tej pory edycji, która odbyła się w dniach 14-16 czerwca 2018 roku na scenie pojawili się między innymi: Carlos Santana, Blue Café, Álvaro Soler, Wiewiórka na Drzewie, L.U.C., The Stranglers, Europe

### Upadłość
W  grudniu 2018 roku prezes fundacji Dariusz Maciborek wystąpił z wnioskiem o upadłość fundacji, czym zakończono organizację festiwali.